# 毛忠
毛 忠（もう ちゅう、1394年6月21日 - 1468年10月11日）は、明代の軍人。字は允誠。もとの名は哈喇。西部の少数民族の出身。

## 生涯
曾祖父の哈喇歹のときに、武威に移住したとされる。兵士から身を立てて、千戸に進んだが、戦没した。洪武初年に祖父の拝都（毛剰）が明に帰順し、蘭州に籍を置いた。拝都は哈密への遠征に従軍して、1376年（洪武9年）に戦没した。父の毛宝は驍勇により総旗となり、1413年（永楽11年）に沙州の婁逹袞の乱を討って伍長の位を加えられた。1414年（永楽12年）、永楽帝の漠北遠征に従軍して、昭信校尉・永昌衛百戸となった。
哈喇は毛宝と皆氏のあいだの子として生まれた。20歳で父の職を嗣いだ。膂力は人に優れ、騎射を得意とした。哈喇は永楽帝の漠北遠征に常に従軍した。1430年（宣徳5年）、曲先衛の散即思を討ち、功績を挙げた。武毅将軍・永昌副千戸に進んだ。1433年（宣徳8年）8月、亦不剌山を討ち、北元の少尉の蔵布哲伯と知院の奇徹反を捕らえた。武節将軍・永昌正千戸に進んだ。1434年（宣徳9年）7月、脱歓山に進出し、部長の旺扎勒特穆爾らを捕らえ、宣武将軍・永昌衛指揮僉事となった。1435年（宣徳10年）9月、三岔河で北元の千戸の図沁を捕らえた。11月、黒山部を討ち、その首長の図羅卜岱を捕らえ、指揮同知に進んだ。
1437年（正統2年）、哈喇は甘州右衛操備となった。1438年（正統3年）、都督の蔣貴に従って北元のドルジ・ベクを討ち、先頭に立って戦い、わずか7騎で敵陣をやぶる奇功を立てて、昭毅将軍・陝西行都司都指揮僉事に抜擢された。1442年（正統7年）、沙州を巡視して城堡を修繕した。1444年（正統9年）、迤北の天蒼毛目などの地を巡視した。1445年（正統10年）、哈喇は辺境防備の功労により、都指揮同知に進み、はじめて毛姓を賜った。1446年（正統11年）、総兵官の任礼に従って沙州衛都督の喃哥の部落を収容して、塞内に移住させた。都指揮使に進んだ。1448年（正統13年）、軍を率いて罕東に向かい、喃哥の弟で祁王を称する鎖南奔をその部衆とともに生け捕りにした。哈喇は都督僉事に抜擢され、はじめて忠の名を賜った。1449年（正統14年）、毛忠は右参将となり、甘粛に駐屯した。
1450年（景泰元年）、礼部侍郎の李実が漠北への使節として派遣されたが、帰国すると毛忠がたびたびオイラトに遣使して誼を通じていたと報告した。毛忠は北京に召還された。兵部は死刑に処するよう求めたが、景泰帝は許さなかった。そこで兵部は官を降格して福建で功績を立てさせるよう求めた。毛忠は景泰帝の命により福建に派遣されたが、官秩はもとのままであった。毛忠の家族は甘粛から北京に移された。かつて毛忠が漠北に遠征したとき、ラマ僧の加失領真を捕らえて英宗に献上した。後に加失領真はオイラトに逃れ、エセン・ハーンに任用された。加失領真は毛忠を恨んで陥れようと、毛忠とエセンに関係があると李実に吹き込み、景泰帝の朝廷は欺瞞に気づくことができなかった。英宗はオイラトに連行されていたため、このことを察知していた。1457年（天順元年）、英宗が復辟すると、毛忠は北京に召還された。福建でたびたび功績を挙げていたことから、都督同知に抜擢され、左副総兵として甘粛に駐屯した。
1458年（天順2年）、北方民族が大挙して甘粛に侵入した。甘粛巡撫の芮釗が諸将の失態を弾劾する上奏をおこなった。部議により毛忠の功は罪を贖うに足りるとして、不問に付された。1459年（天順3年）、毛忠は鎮番で敵を破った功により、右軍左都督に進んだ。1461年（天順5年）、北元のボライが数万騎で西寧・荘浪・甘粛の諸道を分進し、涼州に入った。毛忠は一昼夜にわたって激戦し、矢は尽き兵は疲弊した。モンゴル軍の数がますます多くなったことから、毛忠の軍中はみな色を失っていた。毛忠はなおも意気軒昂で、将士をなだめて再び死闘に突入した。モンゴル軍は勝利することができず、明の援軍も到着したために撤退した。毛忠は自軍を瓦解させることなく帰還した。1463年（天順7年）、永昌・涼州・荘浪の塞外のチベット系諸族がしばしば辺境で紛争を起こしていた。毛忠は総兵官の衛穎と分進してこれを討つことになった。毛忠はまず巴哇の諸族を破り、昝咂・馬吉思の諸族を撃破した。1467年（成化3年）3月、伏羌伯に封じられた。
1468年（成化4年）、固原の満四が石城に拠って反乱を起こした。毛忠は成化帝の命を受けて軍を移してこれを討つこととなり、総督の項忠らとともに反乱軍の根拠地を挟撃しようとした。10月、毛忠は木頭溝から砲火で山下を直撃し、多くを捕斬し、反乱軍を退却させた。矢石をかいくぐって山北・山西の両峰を奪取し、項忠らの軍も山東の峰を攻め落とした。毛忠らの軍が石城の東西二門を攻撃すると、反乱軍は追い詰められた。しかし突然に薄暗い霧が立ちこめたため、反乱軍は煙を上げて他方面の官軍を牽制し、戦力を集めて毛忠を強攻した。毛忠は奮戦したが、流れ矢に当たって戦死した。享年は75。甥の毛海や孫の毛鎧もまた毛忠を救おうとして戦死した。
毛忠は将軍として紀律に厳しく、兵士をよくいたわった。西辺の人々はその死に哀悼を捧げようと葬列に群がった。このことが成化帝に奏聞されると、伏羌侯の位を追贈された。諡は武勇といい、世券を与えられた。
孫の毛鋭が、伏羌伯の爵位を嗣いだ。